# Salina Olsson
Salina Olsson (29 de agosto de 1978) é uma ex-futebolista profissional sueca que atuava como atacante.

## Carreira
Salina Olsson fez parte do elenco da Seleção Sueca de Futebol Feminino, nas Olimpíadas de 2004. 